# Challa Grande
Challa Grande ist eine Ortschaft im Departamento Cochabamba im südamerikanischen Andenstaat Bolivien.

## Lage im Nahraum
Challa Grande ist der zentrale Ort des Cantón Challa im Municipio Tapacarí in der Provinz Tapacarí. Die Ortschaft liegt auf einer Höhe von 3957 m am Río Kallpa Jahuira, einem der Zuflüsse zum Río Tacopaya, einem der Quellflüsse des bolivianischen Río Grande.

## Geographie
Challa Grande liegt westlich des bolivianischen Altiplano in den östlichen Ausläufern der Serranía de Sicasica. Das Klima ist ein typisches Tageszeitenklima, bei dem die mittleren täglichen Temperaturschwankungen höher ausfallen als die jahreszeitlichen Schwankungen.
Die Jahresdurchschnittstemperatur der Region liegt bei etwa 6 °C (siehe Klimadiagramm Challa Grande) und schwankt nur unwesentlich zwischen 2 °C im Juni und Juli und gut 8 °C im November und Dezember. Der Jahresniederschlag beträgt etwa 650 mm, bei einer ausgeprägten Trockenzeit von Mai bis August mit Monatsniederschlägen unter 10 mm, und einer Feuchtezeit von Dezember bis Februar mit bis zu 155 mm Monatsniederschlag.

## Verkehrsnetz
Challa Grande liegt in einer Entfernung von 106 Straßenkilometern südwestlich von Cochabamba, der Hauptstadt des Departamentos.
Von Cochabamba aus führt in westlicher Richtung die Nationalstraße Ruta 4 über die Städte Quillacollo und Parotani in das karge Bergland der Serranía de Sicasica und weiter nach Challa Grande. Westlich der Ortschaft verläuft die Straße weiter über Tallija Confital nach Lequepalca und Caracollo, wo sie auf die Ruta 1 stößt, die den Altiplano von Norden nach Süden durchquert und Verbindungen nach La Paz, Oruro und Potosí herstellt.

## Bevölkerung
Die Einwohnerzahl der Ortschaft ist in den vergangenen beiden Jahrzehnten nahezu unverändert geblieben:
| Jahr | Einwohner | Quelle       |
| ---- | --------- | ------------ |
| 1992 | 529       | Volkszählung |
| 2001 | 539       | Volkszählung |
| 2012 | 529       | Volkszählung |
| 2024 |           | Volkszählung |

Die Region weist einen hohen Anteil an Quechua-Bevölkerung auf, im Municipio Tapacarí sprechen 75,5 Prozent der Bevölkerung Quechua.